# Lukov (district de Teplice)
Pour les articles homonymes, voir Lukov.
Lukov (en allemand : Lukow) est une commune du district de Teplice, dans la région d'Ústí nad Labem, en Tchéquie. Sa population s'élevait à 132 habitants en 2021.

## Géographie
Lukov se trouve à 14 km au sud de Teplice, à 19 km au sud-ouest d'Ústí nad Labem et à 64 km au nord-ouest de Prague.
La commune est limitée par Hrobčice à l'ouest et au nord, par Kostomlaty pod Milešovkou au nord, par Velemín et Třebenice à l'est, par Podsedice au sud-est et par Třebenice au sud.

## Histoire
La première mention écrite de la localité date de 1378.

## Administration
La commune se compose de deux quartiers :
- Lukov
- Štěpánov

## Galerie

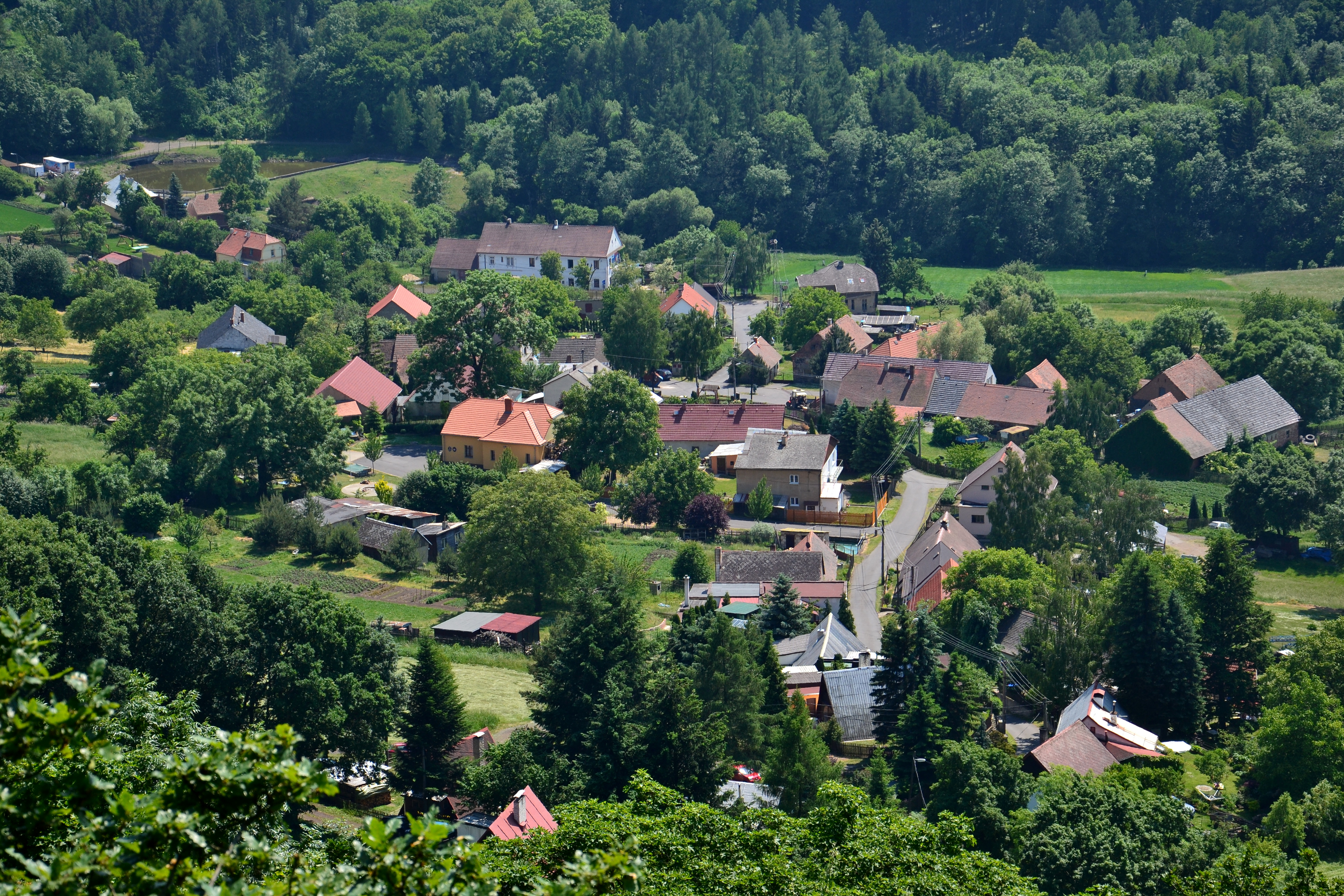
Štěpánov : vue aérienne.
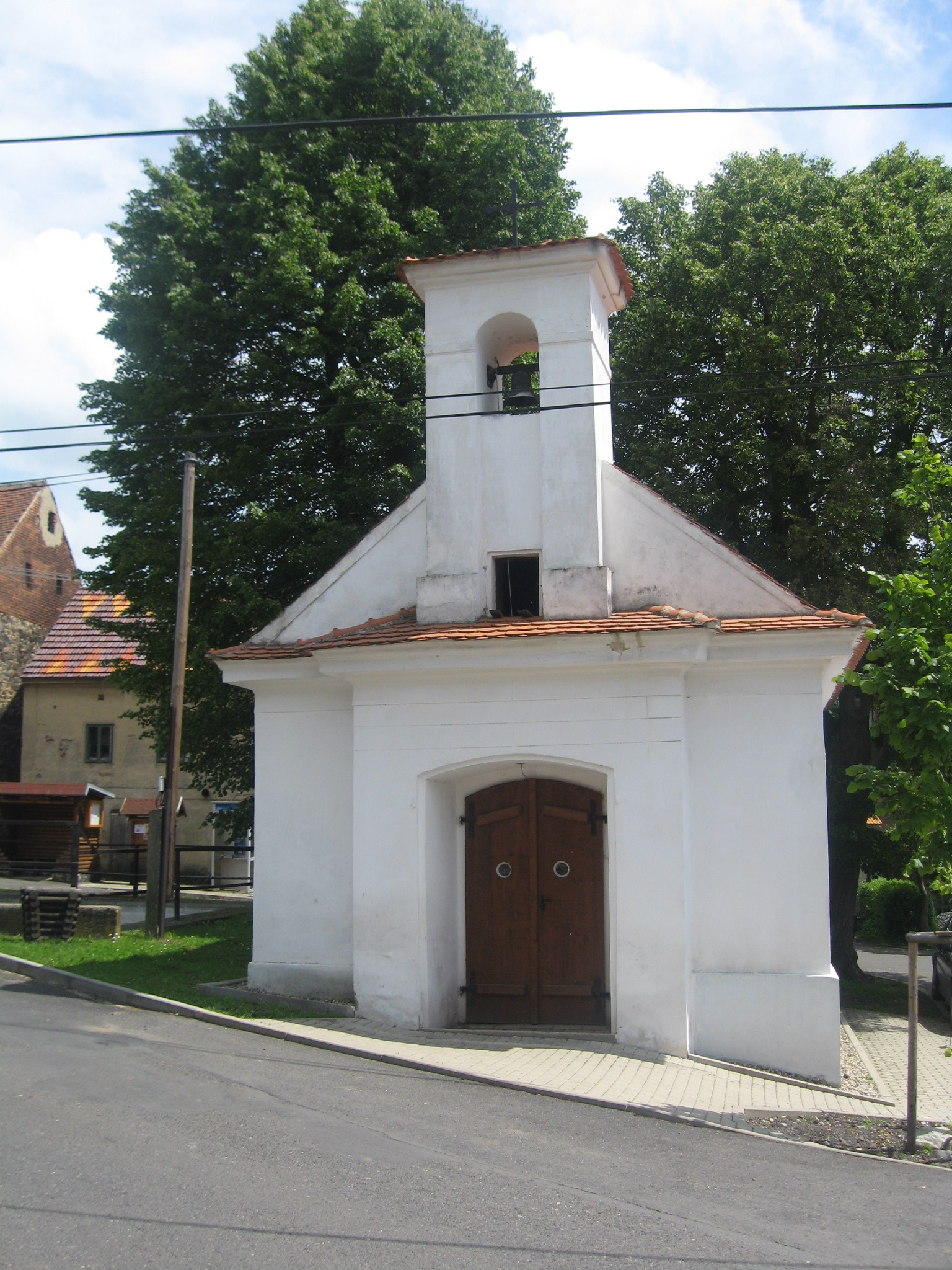
Chapelle à Lukov.

## Transports
Par la route, Lukov se trouve à 10 km de Bílina, à 21 km de Teplice, à 27 km d'Ústí nad Labem et à 98 km de Prague.